# 越南共和國軍警
軍警是直屬於越南共和國軍總參謀部的一個兵種。該兵種的建立旨在奉行和實施軍隊的軍法，維持越南共和國軍隊的軍風軍紀。

## 歷史
軍警兵種的前身是法國殖民時期到越南國軍時期形成的軍事警察。
1953年2月21日，越南共和國軍總參謀部授權以“憲兵”爲名組建一個單位，旨在負責交通管制與加強軍隊紀律。該單位被授權由2名軍官和53名士官執行任務。1955年10月，總參謀部更改該單位名爲“軍警”。1959年9月29日在吳廷琰總統的第一共和國的領導下由總參謀部授權正式成立。
軍警的組織包括：
- 行動軍警
- 司法軍警（前身是憲兵）

### 行動軍警的任務
1. 對越南共和國軍隊從前線到後方的所有單位，從軍官、士官到士兵的所有軍人執行紀律維護和作風調整的工作。同時配合海軍（第201營）、空軍（第203營）、空降師（第204營）、海軍陸戰師（第202營）、別動軍（別動軍監察/Kiểm Soát Biệt động quân）、裝甲兵、炮兵、工兵等兵種的部隊，以及各小區（地方軍和義軍）。在各軍校和國家訓練中心執行軍法。各個大型軍校，如大叻國家軍事學校、守德步兵軍校、同帝士官學校、光中軍校、育美軍校等，都有軍警兵種的分隊。
2. 護送和引導各部隊的遠距離流通：開拔、後勤和其他公務。
3. 管理軍警哨所：設置檢查站檢查軍人。
4. 管理戰俘監獄：大型監獄，如志和，崑島，富國。此外還有在4個軍區的小型監獄和歸仁的戰俘監獄等。
5. 管理各軍紀營：四個軍區的軍牢，峴港（第一軍區）、芽莊（第二軍區）、舊邑（第三軍區）和芹苴（第四軍區）。各拘留營，阮文參營（嘉定省平政縣）、市政軍務（西貢），各特別區、特區的軍鎮以及全國各軍區、小區和支區的拘留營。位於四個軍區由中央管理的四個單位的回復現役軍人過渡營。
6. 押解軍人：將觸犯刑法的軍人、逃兵或違紀軍人送至軍牢、前線軍事法庭，並在他們被定罪後將他們送至監獄。

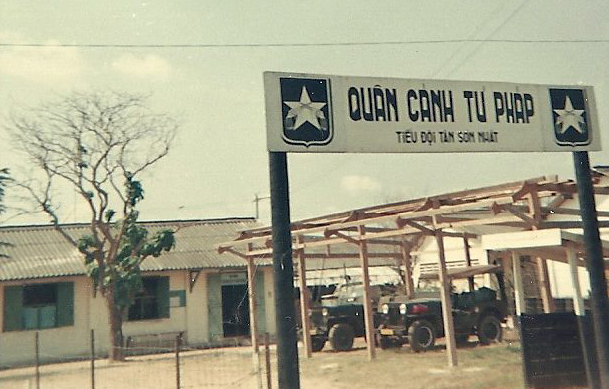
司法军警新山一营，摄于1970年或1971年，

7. 押解戰俘：從前線到候審到監獄。
8. 保護軍事設施安全。

### 司法軍警的任務
1. 調查和處理違反軍事紀律的行爲
2. 支援前線軍事法庭：包括各中央前線法庭（西貢）和四個軍區的前線法庭。此外還有全國的流動前線法庭。
3. 輔助軍法署：建立違法記錄檔案。司法調查和起訴違反與軍隊有關的法律的違反情況。
4. 管理各司法軍警單位：20世紀60年代初，國家憲兵由黎元夫少校[7]擔任指揮長。總部設在嘉隆路，國防部的對面。接到解散命令後，一部分憲兵人員轉入軍警，一部分則轉入國家警察總署。

1974年，一些軍警營被調到作戰單位，成立了別動軍第八聯團。
1975年4月30日，接到楊文明總統放下武器停止戰鬥的命令時，和越南共和國軍隊其他單位一樣，軍警自動解散了。

## 軍警學校
越南共和國的第一所軍警學校開設在峴港，後搬遷至頭頓。